# Oscar Rivas (ambientalista)
Oscar Rivas é um ambientalista paraguaio. Ele recebeu o Prémio Ambiental Goldman em 2000, juntamente com Elias Diaz Peña, pelos seus esforços para proteger os ecossistemas do Rio Paraná e do Rio Paraguai, em particular, das consequências do projecto da Barragem de Yacyretá.